# كوكس (اليكانتي)
بلدية كوكس (بالإسبانية: Cox)‏, هي بلدية تقع في مقاطعة اليكانتي. جنوب شرق إسبانيا. يبلغ عدد سكانها 6.464 نسمة.